# Confederació cañari
La confederació cañari fou una agrupació de pobles al sud de l'actual Equador, sorgida cap al segle xiv, i que va desaparèixer políticament amb la conquesta inca.
Centrada al voltant de la ciutat de Tomebamba (actual ciutat de Cuenca), comprenia un territori aproximat de les actuals províncies d'Azuay i Cañar. Destaca per l'elaboració de metalls i la metal·lúrgia del coure, el bronze i l'or, com a Chordeleg i Sígsig. La seva ceràmica és d'alta qualitat, amb decoracions en blanc i vermell. Els cañaris tingueren un paper important en la resistència contra la conquesta inca. A Tomebamba nasqué Huayna Cápac, fill de Túpac Yupanqui, però els cañaris restaren enfrontats als inques i posteriorment es convertiren en importants aliats dels espanyols en la conquesta de la part septentrional de l'imperi.